# Chiesa del Cristo Re (San Cataldo)
La chiesa Cristo Re  è un edificio parrocchiale cattolico situato nella città di San Cataldo.

## Descrizione
La chiesa, iniziata dall'anno 1957, è ad un'unica navata. Venne costruita su disegno di dott. Domenico Li Vigni, rappresentante dell'ispettorato tecnico dell'Assessorato Regionale Siciliano. È stata consacrata ed aperta al culto il 27 settembre del 1963.
È la seconda torre presente nel Comune di San Cataldo, con orologio e tre campane, le quali, oltre a suonare per i momenti liturgici, suonano soltanto le ore e le mezzore. Dal 2021 a mezzogiorno suonano a distesa per l'Angelus.